# Zgromadzenie Legislacyjne Kolumbii Brytyjskiej
Zgromadzenie legislacyjne Kolumbii Brytyjskiej – inaczej Parlament Kolumbii Brytyjskiej Legislative Assembly of British Columbia składa się współcześnie z 79 deputowanych Members of Legislative Assembly, w skrócie MLA. Deputowani wybierani są w szeregu jedno- i wielomandatowych okręgów. System taki jest wyjątkowy, gdyż we wszystkich innych parlamentach w Kanadzie obowiązuje system okręgów jednomandatowych.
W chwili przystąpienia do Konfederacji Kanady w Brytyjskiej Kolumbii nie istniał system partyjny. Samodzielne partie polityczne zaczęły pojawiać się dopiero od 1890 i stały się powszechne od 1903. Do tego momentu kandydaci na deputowanych szli do wyborów identyfikując się jako popierający rząd sprawujący w danym momencie władzę, lub będący do niego w opozycji. Dawało to rodzaj nieformalnego systemu dwupartyjnego.
| Kadencja | Data wyborów                     | Reprezentowane partie polityczne | Liczba deputowanych (MLA) |
| -------- | -------------------------------- | --- | ------------------------- |
| 1        | 16 października 15 grudnia 1871  | | 25                        |
| 2        | 11 września 25 października 1875 | opozycja – 15 rząd – 8 niezależni – 2 | 25                        |
| 3        | 22 maja 1878                     | opozycja – 17 rząd – 8 | 25                        |
| 4        | 24 czerwca 1882                  | opozycja – 16 rząd – 6 niezależni – 3 | 25                        |
| 5        | 7 lipca 1886                     | rząd – 22 opozycja – 5 | 27                        |
| 6        | 13 czerwca 1890                  | rząd – 19 opozycja – 7 niezależni – 4 Partia Pracy Brytyjskiej Kolumbii – 2 Farmerzy – 1 | 33                        |
| 7        | 7 czerwca 1894                   | rząd – 21 opozycja – 12 | 33                        |
| 8        | 9 lipca 1898                     | rząd – 19 opozycja – 18 Partia Pracy Brytyjskiej Kolumbii – 1 | 38                        |
| 9        | 9 lipca 1900                     | opozycja – 11 Konserwatywna Partia Brytyjskiej Kolumbii – 8 rząd – 6 niezależni – 6 Prowincjonalna Partia Brytyjskiej Kolumbii – 4 Partia Pracy Brytyjskiej Kolumbii – 1                      | 38                        |
| 10       | 3 października 1903              | Konserwatywna Partia Brytyjskiej Kolumbii – 22 Liberalna Partia Brytyjskiej Kolumbii – 17 Socjalistyczna Partia Brytyjskiej Kolumbii – 2 Partia Pracy Brytyjskiej Kolumbii – 1                | 42                        |
| 11       | 2 lutego 1907                    | Konserwatywna Partia Brytyjskiej Kolumbii – 26 Liberalna Partia Brytyjskiej Kolumbii – 13 Socjalistyczna Partia Brytyjskiej Kolumbii – 3                                                      | 42                        |
| 12       | 25 listopada 1909                | Konserwatywna Partia Brytyjskiej Kolumbii – 38 Liberalna Partia Brytyjskiej Kolumbii – 2 Socjalistyczna Partia Brytyjskiej Kolumbii – 2                                                       | 42                        |
| 13       | 2 marca 1912                     | Konserwatywna Partia Brytyjskiej Kolumbii – 39 Socjalistyczna Partia Brytyjskiej Kolumbii – 1 Socjaldemokratyczna Partia Brytyjskiej Kolumbii – 1 niezależny – 1                              | 42                        |
| 14       | 14 sierpnia 1916                 | Liberalna Partia Brytyjskiej Kolumbii – 36 Konserwatywna Partia Brytyjskiej Kolumbii – 9 niezależni – 2                                                                                       | 42                        |
| 15       | 1 grudnia 1920                   | Liberalna Partia Brytyjskiej Kolumbii – 25 Konserwatywna Partia Brytyjskiej Kolumbii – 15 Partia Pracy Brytyjskiej Kolumbii – 3 niezależni – 3 Partia Ludowa Brytyjskiej Kolumbii – 1         | 47                        |
| 16       | 20 czerwca 1924                  | Liberalna Partia Brytyjskiej Kolumbii – 23 Konserwatywna Partia Brytyjskiej Kolumbii – 17 Partia Pracy Brytyjskiej Kolumbii – 3 Partia Prowincjonalna Brytyjskiej Kolumbii – 3 niezależni – 2 | 48                        |
| 17       | 18 czerwca 1928                  | Konserwatywna Partia Brytyjskiej Kolumbii – 35 Liberalna Partia Brytyjskiej Kolumbii – 12 Niezależna Partia Pracy – 3                                                                         | 48                        |
| 18       | 2 listopada 1933                 | Liberalna Partia Brytyjskiej Kolumbii – 34 Federacja Wspólnot Spółdzielczych – 7 niezależni – 4 Niezależna Partia Pracy – 1 Związkowa Partia Brytyjskiej Kolumbii – 1                         | 47                        |
| 19       | 1 czerwca 1937                   | Liberalna Partia Brytyjskiej Kolumbii – 31 Konserwatywna Partia Brytyjskiej Kolumbii – 8 Federacja Wspólnot Spółdzielczych – 7 Niezależna Partia Pracy – 1 niezależny – 1                     | 48                        |
| 20       | 1 czerwca 1937                   | Liberalna Partia Brytyjskiej Kolumbii – 21 Federacja Wspólnot Spółdzielczych – 14 Konserwatywna Partia Brytyjskiej Kolumbii – 12 Niezależna Partia Pracy – 1                                  | 48                        |
| 21       | 25 października 1945             | Koalicja – 37 Federacja Wspólnot Spółdzielczych – 10 Niezależna Partia Pracy – 1 | 48                        |
| 22       | 15 czerwca 1949                  | Koalicja – 39 Federacja Wspólnot Spółdzielczych – 7 Niezależna Partia Pracy – 1 niezależny – 1                                                                                                | 48                        |
| 23       | 12 czerwca 1952                  | Kredyt Społeczny – 19 Federacja Wspólnot Spółdzielczych – 18 Liberalna Partia Brytyjskiej Kolumbii – 6 Konserwatywna Partia Brytyjskiej Kolumbii – 4 Niezależna Partia Pracy – 1              | 48                        |
| 24       | 9 czerwca 1953                   | Kredyt Społeczny – 28 Federacja Wspólnot Spółdzielczych – 14 Liberalna Partia Brytyjskiej Kolumbii – 4 Konserwatywna Partia Brytyjskiej Kolumbii – 1 Niezależna Partia Pracy – 1              | 48                        |
| 25       | 19 września 1956                 | Kredyt Społeczny – 39 Federacja Wspólnot Spółdzielczych – 10 Liberalna Partia Brytyjskiej Kolumbii – 2 Niezależna Partia Pracy – 1                                                            | 52                        |
| 26       | 12 września 1960                 | Kredyt Społeczny – 32 Federacja Wspólnot Spółdzielczych – 16 Liberalna Partia Brytyjskiej Kolumbii – 4 Niezależna Partia Pracy – 1                                                            | 52                        |
| 27       | 16 września 1963                 | Kredyt Społeczny – 33 Nowa Demokratyczna Partia Kanady – 14 Liberalna Partia Brytyjskiej Kolumbii – 5                                                                                         | 52                        |
| 28       | 12 września 1963                 | Kredyt Społeczny – 33 Nowa Demokratyczna Partia Kanady – 16 Liberalna Partia Brytyjskiej Kolumbii – 6                                                                                         | 55                        |
| 29       | 27 sierpnia 1969                 | Kredyt Społeczny – 38 Nowa Demokratyczna Partia Kanady – 12 Liberalna Partia Brytyjskiej Kolumbii – 5                                                                                         | 55                        |
| 30       | 30 sierpnia 1972                 | Nowa Demokratyczna Partia Kanady – 38 Nowa Demokratyczna Partia Kanady – 10 Liberalna Partia Brytyjskiej Kolumbii – 5 Konserwatywna Partia Brytyjskiej Kolumbii – 2                           | 55                        |
| 31       | 11 grudnia 1975                  | Kredyt Społeczny – 35 Nowa Demokratyczna Partia Kanady – 18 Liberalna Partia Brytyjskiej Kolumbii – 1 Konserwatywna Partia Brytyjskiej Kolumbii – 1                                           | 55                        |
| 32       | 10 maja 1979                     | Kredyt Społeczny – 31 Nowa Demokratyczna Partia Kanady – 26 | 57                        |
| 33       | 5 maja 1983                      | Kredyt Społeczny – 35 Nowa Demokratyczna Partia Kanady – 22 | 57                        |
| 34       | 9 października 1986              | Kredyt Społeczny – 47 Nowa Demokratyczna Partia Kanady – 22 | 69                        |
| 35       | 17 października 1991             | Nowa Demokratyczna Partia Kanady – 51 Liberalna Partia Brytyjskiej Kolumbii – 17 Kredyt Społeczny – 7                                                                                         | 79                        |
| 36       | 28 maja 1996                     | Nowa Demokratyczna Partia Kanady – 39 Liberalna Partia Brytyjskiej Kolumbii – 33 Kanadyjska Partia Reform – 2 Związek Progresywno-Demokratyczny – 1                                           | 79                        |
| 37       | 16 maja 2001                     | Liberalna Partia Brytyjskiej Kolumbii – 77 Nowa Demokratyczna Partia Kanady – 2 | 79                        |
| 38       | 17 maja 2005                     | Liberalna Partia Brytyjskiej Kolumbii – 46 Nowa Demokratyczna Partia Kanady – 33 | 79                        |
| 39       | 12 maja 2009                     | Liberalna Partia Brytyjskiej Kolumbii – 49 Nowa Demokratyczna Partia Kanady – 35 niezależni – 1                                                                                               | 85                        |
| 38       | 14 maja 2013                     | Liberalna Partia Brytyjskiej Kolumbii – 49 Nowa Demokratyczna Partia Kanady – 34 Zielona Partia Brytyjskiej Kolumbii – 1 niezależni – 1                                                       | 85                        |